# Marcelo Tomazini
Marcelo Augusto Tomazini (São Paulo, 18 de dezembro de 1978) é um nadador brasileiro, especialista no nado peito. Atualmente é treinador. 

## Trajetória esportiva
Nos Jogos Pan-Americanos de 1999 em Winnipeg, obteve a medalha de ouro no revezamento 4x100 metros medley, batendo o recorde sul-americano da prova com a marca de 3m40s27, junto com Alexandre Massura, Fernando Scherer e Gustavo Borges. Nos 200 metros peito, bateu o recorde sul-americano com a marca de 2m17s04, mas não obteve medalha.  Também nadou os 100 metros peito, ficando em quarto lugar com a marca de 1m03s72 
Participou do Campeonato Mundial de Natação em Piscina Curta de 1999.
Em julho de 2001 bateu o recorde sul-americano dos 50 metros peito em piscina curta, com a marca de 27s67.
Em 17 de março de 2002, bateu novamente o recorde sul-americano dos 200 metros peito em piscina olímpica, com a marca de 2m16s21. 
Esteve no Campeonato Mundial de Natação em Piscina Curta de 2002, onde se classificou para a semifinal dos 50 metros peito mas não disputou as semis; ficou em 18º nos 100 metros peito, 11º nos 200 metros peito e ajudou o 4x100 metros medley a ir para a final, terminando em sétimo lugar.
Logo após o Mundial, em 1 de maio de 2002, Tomazini bateu o recorde sul-americano dos 200 metros peito em piscina curta, com a marca de 2m10s47. O recorde anterior era dele mesmo, 2m10s79.
Participou do Campeonato Mundial de Esportes Aquáticos de 2003 e ficou em 27º nos 200 metros peito.
Nos Jogos Pan-Americanos de 2003 em Santo Domingo, obteve a medalha de bronze nos 200 metros peito, batendo o recorde sul-americano com a marca de 2m15s87.

### Recordes
Marcelo Tomazini é ex-detentor dos seguintes recordes:
Piscina olímpica (50 metros)
- Ex-recordista sul-americano dos 200 metros peito: 2m15s87, marca obtida em 14 de agosto de 2003[15]
- Ex-recordista sul-americano do 4x100 metros medley: 3m40s27, marca obtida em agosto de 1999 junto com Alexandre Massura, Fernando Scherer e Gustavo Borges[3]

Piscina semi-olímpica (25 metros)
- Ex-recordista sul-americano dos 50 metros peito: 27s67, marca obtida em julho de 2001[7]
- Ex-recordista sul-americano dos 200 metros peito: 2m10s47, marca obtida em 1 de maio de 2002[12]